# Vannes Football Club
 (janvier 2023).
Si vous disposez d'ouvrages ou d'articles de référence ou si vous connaissez des sites web de qualité traitant du thème abordé ici, merci de compléter l'article en donnant les références utiles à sa vérifiabilité et en les liant à la section « Notes et références ».
Le Vannes Football Club, aussi appelé Vannes FC, est un club de football français basé dans la ville de Vannes et fondé en 1946.

## Histoire
Le Vannes Football Club est fondé en 1946 tant que section football de l'association Union Clissons Korrigans. Cette section est le résultat d'une fusion entre deux patronages, les Clissons (dont la section football est créée en 1909) et les Korrigans (dont la section football est créée en 1908).
En 1991, la section football se sépare de l'UCK pour devenir Vannes Football Club. À l'issue de la saison 1991-1992, le club finit à la onzième place du groupe Ouest de la troisième division. En 1998, il fusionne avec l'autre club de la ville, le Véloce vannetais, pour former le Vannes Olympique Club.
| 1892-1911 Véloce vannetais    | 1892-1911 Véloce vannetais    | 1892-1911 Véloce vannetais    | 1892-1911 Véloce vannetais    | 1892-1911 Véloce vannetais    | 1892-1911 Véloce vannetais    | 1910-1911 US vannetaise    | 1910-1911 US vannetaise    | 1910-1911 US vannetaise    | 1910-1911 US vannetaise    | 1910-1911 US vannetaise | 1910-1911 US vannetaise |                     |                     | 1898-1912 Stade Vannetais | 1898-1912 Stade Vannetais | 1898-1912 Stade Vannetais | 1898-1912 Stade Vannetais | 1898-1912 Stade Vannetais | 1898-1912 Stade Vannetais |                    |                    |                    |                    |                                                            |                                                            |                                                            |                                                            |                                                            |                                                            |                     |                     |                     |                     |  |  |  |  |  |  |  |  |  |  |  |  |  |  |  |  |  |  |  |  |  |  |  |  |  |  |
| 1892-1911 Véloce vannetais    | 1892-1911 Véloce vannetais    | 1892-1911 Véloce vannetais    | 1892-1911 Véloce vannetais    | 1892-1911 Véloce vannetais    | 1892-1911 Véloce vannetais    | 1910-1911 US vannetaise    | 1910-1911 US vannetaise    | 1910-1911 US vannetaise    | 1910-1911 US vannetaise    | 1910-1911 US vannetaise | 1910-1911 US vannetaise |                     |                     | 1898-1912 Stade Vannetais | 1898-1912 Stade Vannetais | 1898-1912 Stade Vannetais | 1898-1912 Stade Vannetais | 1898-1912 Stade Vannetais | 1898-1912 Stade Vannetais |                    |                    |                    |                    |                                                            |                                                            |                                                            |                                                            |                                                            |                                                            |                     |                     |                     |                     |  |  |  |  |  |  |  |  |  |  |  |  |  |  |  |  |  |  |  |  |  |  |  |  |  |  |
|                               |                               |                               |                               |                               |                               |                            |                            |                            |                            |                         |                         |                     |                     |                           |                           |                           |                           |                           |                           |                    |                    |                    |                    |                                                            |                                                            |                                                            |                                                            |                                                            |                                                            |                     |                     |                     |                     |  |  |  |  |  |  |  |  |  |  |  |  |  |  |  |  |  |  |  |  |  |  |  |  |  |  |
| 1911-1921 US Véloce vannetais | 1911-1921 US Véloce vannetais | 1911-1921 US Véloce vannetais | 1911-1921 US Véloce vannetais | 1911-1921 US Véloce vannetais | 1911-1921 US Véloce vannetais |                            |                            | 1913-1921 CS Vannes        | 1913-1921 CS Vannes        | 1913-1921 CS Vannes     | 1913-1921 CS Vannes     | 1913-1921 CS Vannes | 1913-1921 CS Vannes |                           |                           |                           |                           |                           |                           | 1909-1946 Clissons | 1909-1946 Clissons | 1909-1946 Clissons | 1909-1946 Clissons | 1909-1946 Clissons                                         | 1909-1946 Clissons                                         |                                                            |                                                            | 1908-1946 Korrigans                                        | 1908-1946 Korrigans                                        | 1908-1946 Korrigans | 1908-1946 Korrigans | 1908-1946 Korrigans | 1908-1946 Korrigans |  |  |  |  |  |  |  |  |  |  |  |  |  |  |  |  |  |  |  |  |  |  |  |  |  |  |
| 1911-1921 US Véloce vannetais | 1911-1921 US Véloce vannetais | 1911-1921 US Véloce vannetais | 1911-1921 US Véloce vannetais | 1911-1921 US Véloce vannetais | 1911-1921 US Véloce vannetais |                            |                            | 1913-1921 CS Vannes        | 1913-1921 CS Vannes        | 1913-1921 CS Vannes     | 1913-1921 CS Vannes     | 1913-1921 CS Vannes | 1913-1921 CS Vannes |                           |                           |                           |                           |                           |                           | 1909-1946 Clissons | 1909-1946 Clissons | 1909-1946 Clissons | 1909-1946 Clissons | 1909-1946 Clissons                                         | 1909-1946 Clissons                                         |                                                            |                                                            | 1908-1946 Korrigans                                        | 1908-1946 Korrigans                                        | 1908-1946 Korrigans | 1908-1946 Korrigans | 1908-1946 Korrigans | 1908-1946 Korrigans |  |  |  |  |  |  |  |  |  |  |  |  |  |  |  |  |  |  |  |  |  |  |  |  |  |  |
|                               |                               |                               |                               |                               |                               |                            |                            |                            |                            |                         |                         |                     |                     |                           |                           |                           |                           |                           |                           |                    |                    |                    |                    |                                                            |                                                            |                                                            |                                                            |                                                            |                                                            |                     |                     |                     |                     |  |  |  |  |  |  |  |  |  |  |  |  |  |  |  |  |  |  |  |  |  |  |  |  |  |  |
|                               |                               |                               |                               | 1921-1998 Véloce vannetais    | 1921-1998 Véloce vannetais    | 1921-1998 Véloce vannetais | 1921-1998 Véloce vannetais | 1921-1998 Véloce vannetais | 1921-1998 Véloce vannetais |                         |                         |                     |                     |                           |                           |                           |                           |                           |                           |                    |                    |                    |                    | 1946-1991 : Union Clissons Korrigans 1991-1998 : Vannes FC | 1946-1991 : Union Clissons Korrigans 1991-1998 : Vannes FC | 1946-1991 : Union Clissons Korrigans 1991-1998 : Vannes FC | 1946-1991 : Union Clissons Korrigans 1991-1998 : Vannes FC | 1946-1991 : Union Clissons Korrigans 1991-1998 : Vannes FC | 1946-1991 : Union Clissons Korrigans 1991-1998 : Vannes FC |                     |                     |                     |                     |  |  |  |  |  |  |  |  |  |  |  |  |  |  |  |  |  |  |  |  |  |  |  |  |  |  |
|                               |                               |                               |                               | 1921-1998 Véloce vannetais    | 1921-1998 Véloce vannetais    | 1921-1998 Véloce vannetais | 1921-1998 Véloce vannetais | 1921-1998 Véloce vannetais | 1921-1998 Véloce vannetais |                         |                         |                     |                     |                           |                           |                           |                           |                           |                           |                    |                    |                    |                    | 1946-1991 : Union Clissons Korrigans 1991-1998 : Vannes FC | 1946-1991 : Union Clissons Korrigans 1991-1998 : Vannes FC | 1946-1991 : Union Clissons Korrigans 1991-1998 : Vannes FC | 1946-1991 : Union Clissons Korrigans 1991-1998 : Vannes FC | 1946-1991 : Union Clissons Korrigans 1991-1998 : Vannes FC | 1946-1991 : Union Clissons Korrigans 1991-1998 : Vannes FC |                     |                     |                     |                     |  |  |  |  |  |  |  |  |  |  |  |  |  |  |  |  |  |  |  |  |  |  |  |  |  |  |
|                               |                               |                               |                               |                               |                               |                            |                            |                            |                            |                         |                         |                     |                     |                           |                           |                           |                           |                           |                           |                    |                    |                    |                    |                                                            |                                                            |                                                            |                                                            |                                                            |                                                            |                     |                     |                     |                     |  |  |  |  |  |  |  |  |  |  |  |  |  |  |  |  |  |  |  |  |  |  |  |  |  |  |
|                               |                               |                               |                               |                               |                               |                            |                            |                            |                            |                         |                         |                     |                     | 1998 Vannes OC            |                           |                           |                           |                           |                           |                    |                    |                    |                    |                                                            |                                                            |                                                            |                                                            |                                                            |                                                            |                     |                     |                     |                     |  |  |  |  |  |  |  |  |  |  |  |  |  |  |  |  |  |  |  |  |  |  |  |  |  |  |